# Westfield Sportscars

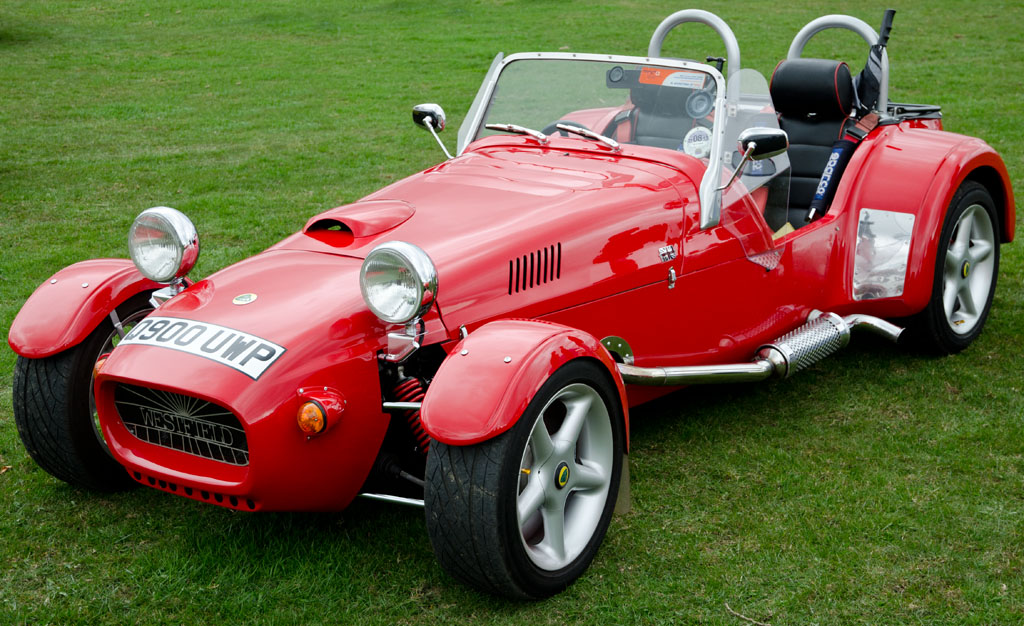
Westfield SE aus dem Jahr 1989

Westfield Sportscars Ltd. ist eine britische Sportwagen-Manufaktur und ein Hersteller von Kit Cars. Seit 1983 werden von der Firma Sportwagen – insbesondere angelehnt an das Design des Lotus 7 – entwickelt und verkauft.

## Geschichte
Chris Smith, der Fahrer und Ingenieur im historischen Motorsport war, erfüllte sich im Frühjahr 1982 mit dem Nachbau eines Lotus Eleven seinen Traum eines Sportwagens. Nachdem er mehrere Anfragen zum Verkauf des Nachbaus erhalten hatte, gründete er Ostern 1983 das Unternehmen Westfield Sportscars Ltd. Nach der Entwicklung des Westfield 7SE, eines Nachbaus des Lotus Seven, ließ man die Produktion des Westfield XI langsam auslaufen. 1991 wurde das Unternehmen erweitert und zog nach Kingswinford in ein modernes Produktions- und Verwaltungsgebäude um. Kurz darauf wurde der SEight vorgestellt, ein Westfield SE mit einem V8-Motor von Rover. Aufgrund der hohen Nachfrage wurde 2004 der Westfield XI wieder ins Programm aufgenommen und bis heute in kleinen Stückzahlen produziert. 2006 wurde das Unternehmen an Potenza Motorsport verkauft. Potenza investierte in die Zukunft von Westfield und kaufte den Autohersteller GTM und erwarb Anteile am schwedischen Autohersteller Roadster Bil AB. 2009 erlangte Westfield als erster Hersteller den Status eines europäischen Kleinserienherstellers. Der Westfield Sport Turbo wurde daraufhin von Kunden in ganz Europa bestellt. 2013 wurde der Westfield Mega S2000 vorgestellt, 2016 folgte der Westfield Sport 250 mit dem EcoBoost-Motor des Ford Focus. Aktuell wird der Westfield Sport Turbo überarbeitet und soll in Zukunft mit einem EcoBoost-Motor an Kunden in ganz Europa verkauft werden.
Im Jahre 2019 wurde die Chesil Motor Company übernommen.
Im Juni 2022 meldete das Unternehmen Insolvenz an. Im September 2022 wurde Westfield von Westfield Chesil Ltd. aus der Insolvenz gekauft.

## Verkauf und Vertrieb
Die Sportwagen von Westfield werden weltweit über ein Netz an Vertriebspartnern verkauft. Seit der Gründung wurden über 13.000 Fahrzeuge verkauft, pro Jahr werden rund 400 Sportwagen in Handarbeit gefertigt.
Deutsche Händler wie CCK aus Kempten bieten neben dem Westfield Sport Turbo auch andere Fahrzeuge an. Über Einzelabnahmen ist es daher möglich, auch einen neuen Westfield FW mit Zetec-Motor und Euro-6-Abgasnorm in Deutschland zuzulassen.

## Fahrzeuge

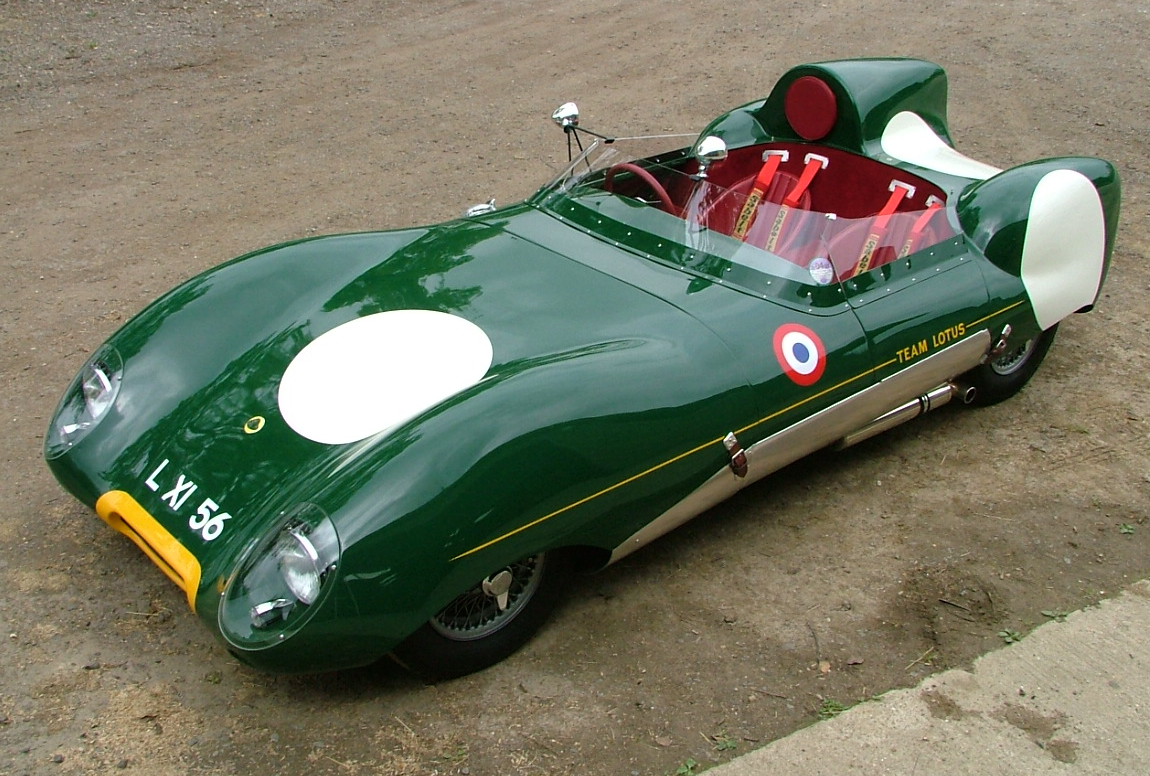
Westfield XI

### Westfield XI
Der Westfield XI stammt aus der Gründungszeit von Westfield und ist ein Nachbau des Lotus Eleven. Das Fahrzeug wurde 1988 aus dem Programm genommen, wurde jedoch vor einiger Zeit wieder aufgelegt und kann als Bausatz bei Westfield erworben werden. Der Bausatz ist jedoch nicht komplett, zur Fertigstellung des Fahrzeugs müssen die Kunden viele Teile des MG Midget oder des Austin-Healey Sprite selbst organisieren.

### Westfield SE

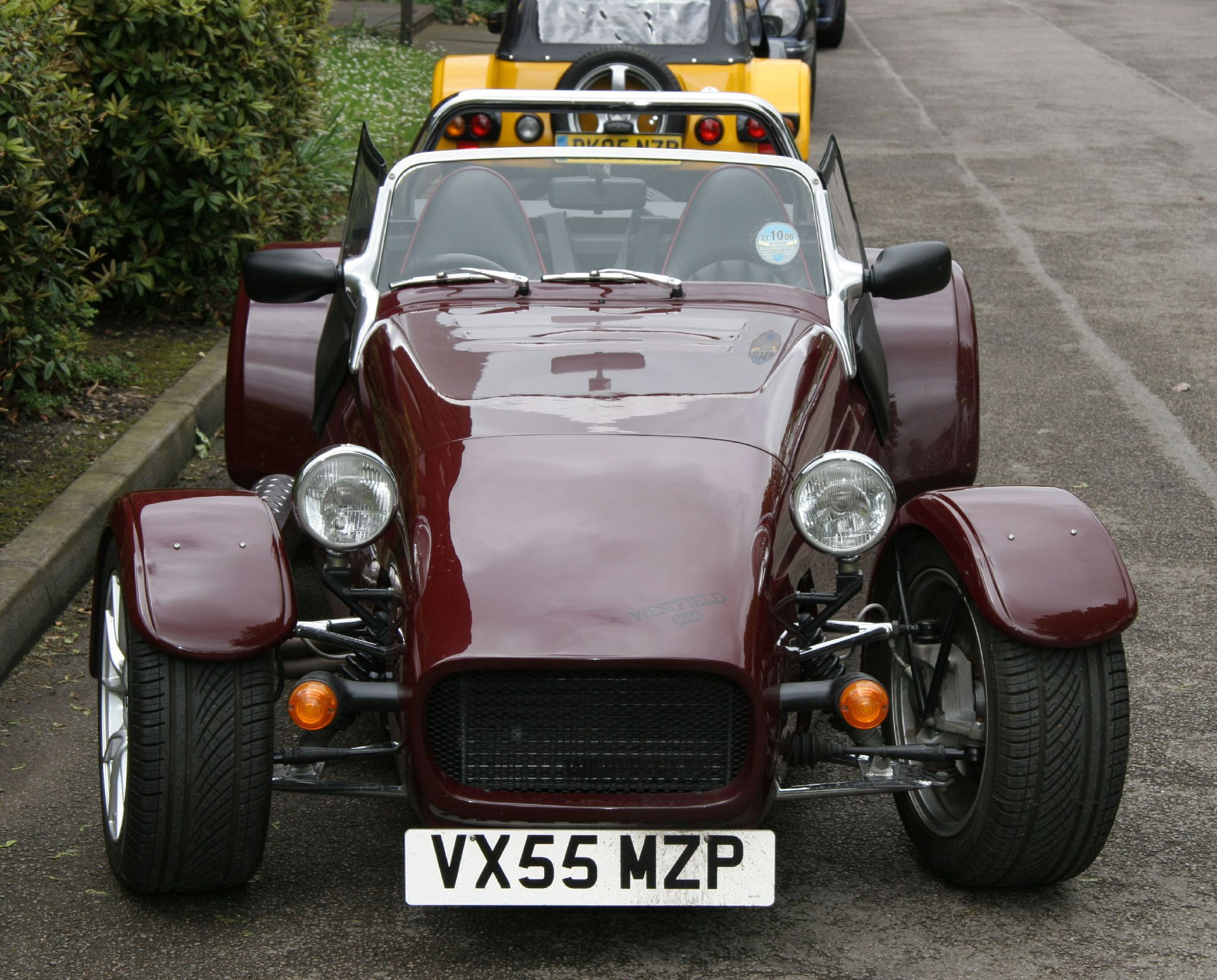
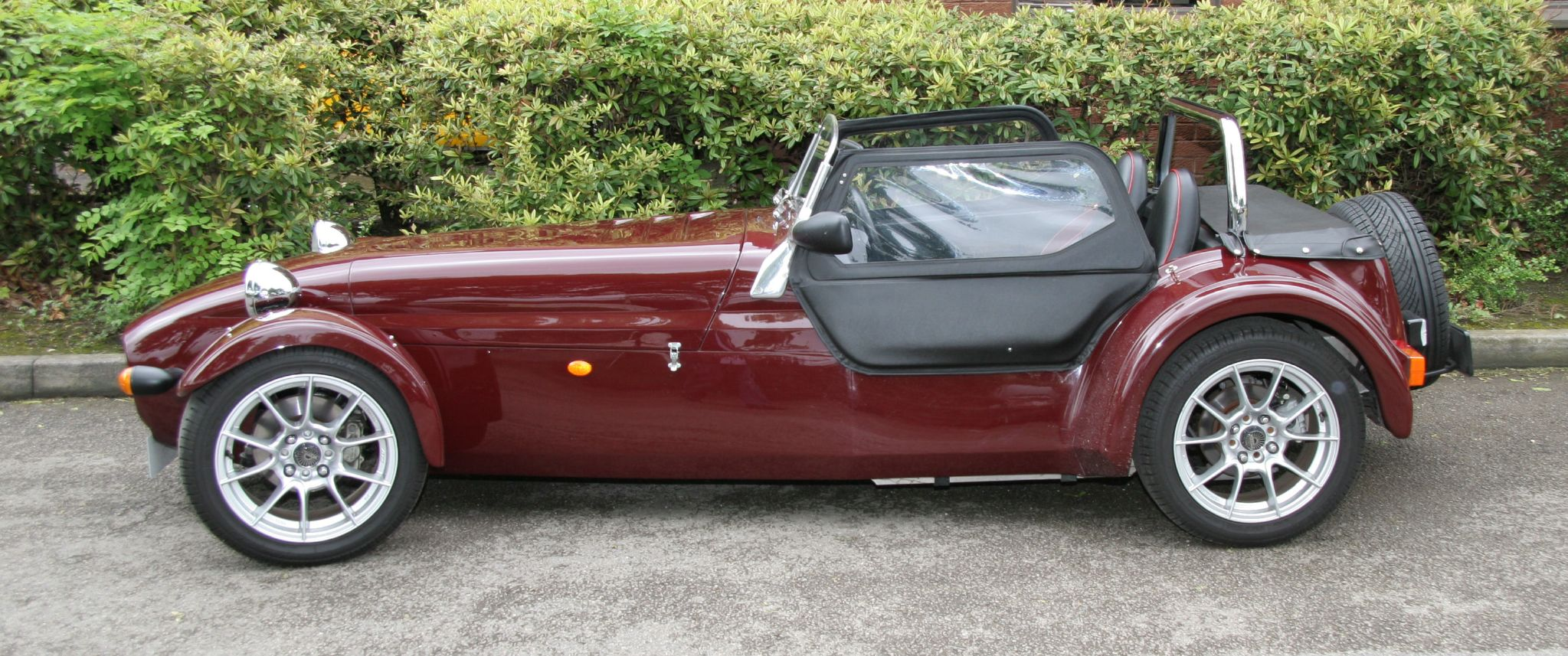
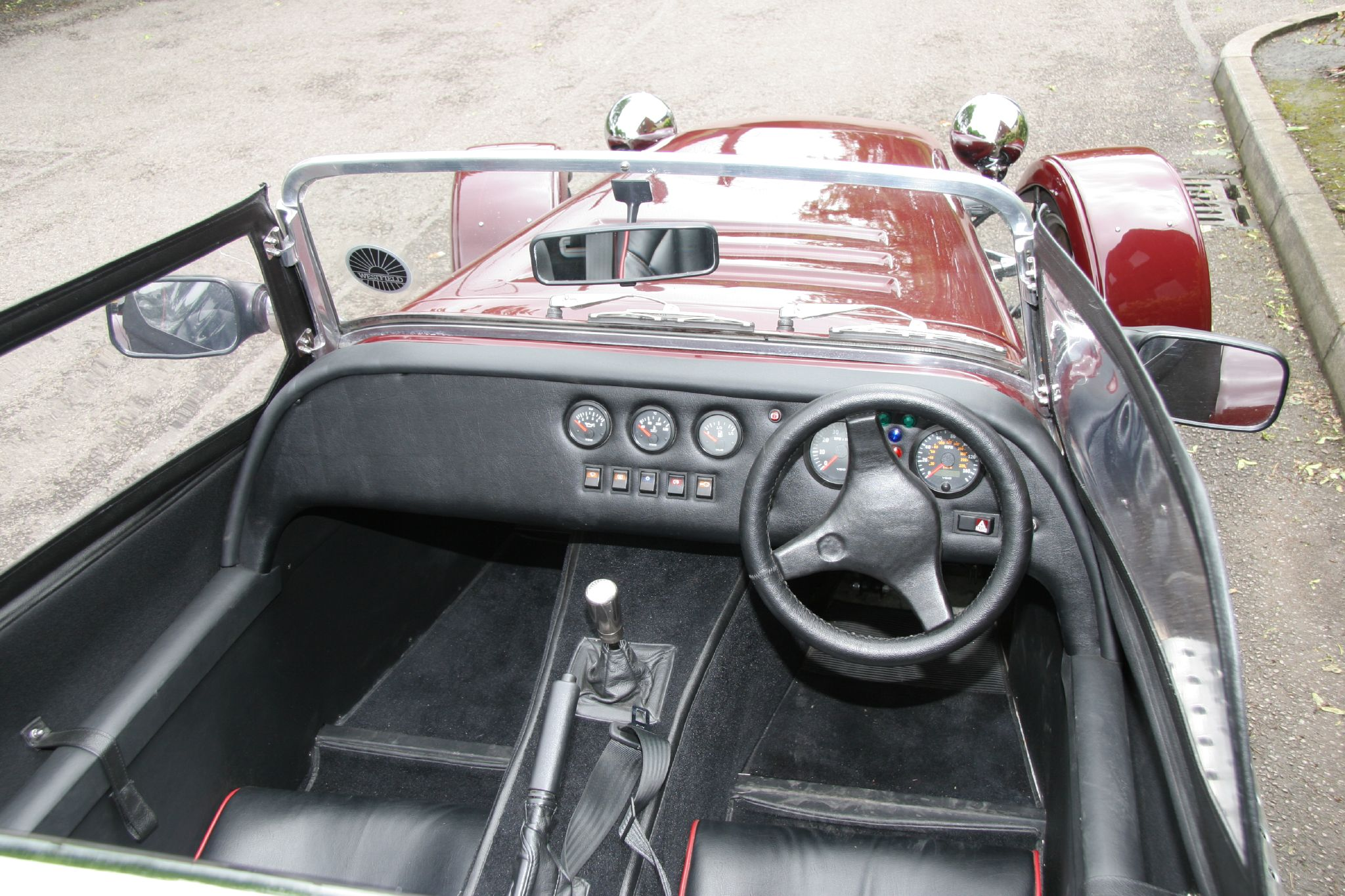
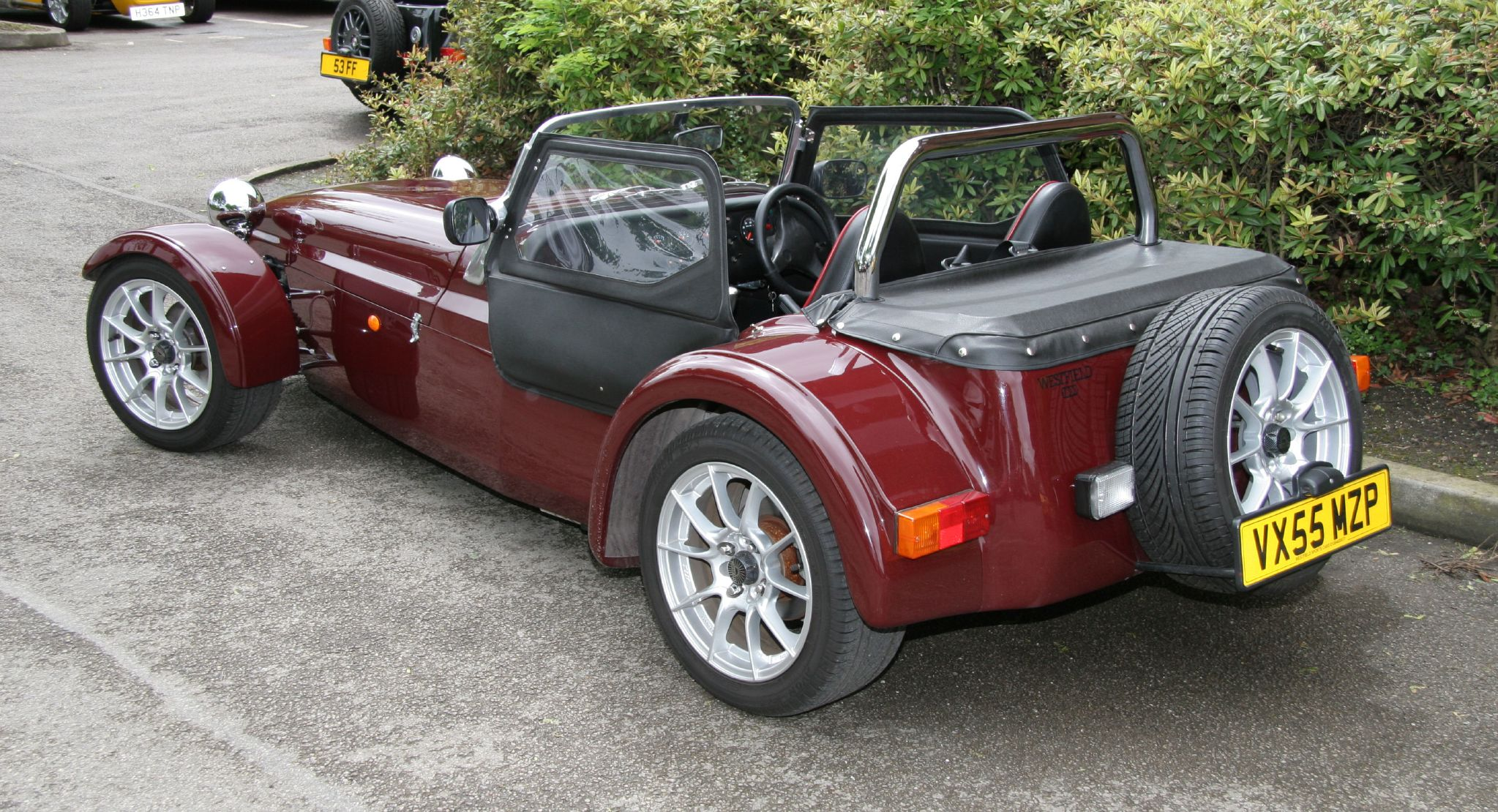

Der SE ist das bekannteste und meistverkaufte Modell von Westfield. Der Name ist – wie auch Design und Konstruktion des Fahrzeugs – an den Lotus Seven angelehnt. Das Fahrzeug hieß anfangs Westfield 7SE und war über die Jahre in verschiedenen Ausführungen erhältlich.
Der SEi hatte statt der Starrachse des SE eine Einzelradaufhängung (engl.:independent suspension) für die Hinterräder. Die W-Modelle (SEW, SEiW) hatten im hinteren Bereich eine etwas breitere Karosserie, was sich auch im etwas breiteren Fahrgastraum zeigt. Die Technik stammte meist von den Ford Escort der ersten beiden Baureihen mit Hinterradantrieb sowie vom Ford Sierra. Auch die Motoren stammten überwiegend von Ford. Es finden sich die Kentmotoren mit 1,6 Liter Hubraum aus Escort und dem ersten Ford Fiesta, die CVH-Motoren aus Fiesta und Escort mit Vergasern, Einspritzanlagen oder Turboaufladung, die Ford-OHC-/Cosworth-YB-Motoren und in moderneren Fahrzeugen die Zetec-Motoren der Zeta- und Sigma-Baureihen sowie die Duratec-Motoren.
Die Classic-Variante des SE wird aktuell mit einem Ford Zetec 16V der Zeta-Familie mit 2 Litern Hubraum und 110 kW (150 PS) verkauft. Der Bausatz umfasst alle benötigten Teile, die Kunden müssen lediglich die Flüssigkeiten separat kaufen. Spezialwerkzeug wird zur Fertigstellung der Bausätze nicht benötigt, Westfield gibt eine Bauzeit von 120 Stunden an. Die aktuellen SE-Modelle können auch fertig montiert erworben werden. Der Preis liegt dabei etwa 4000 Pfund (gut 4500 Euro) über dem Preis des Bausatzes.

#### Westfield FW
Der Westfield FW ist die modernste Version des SE mit einer verbesserten Technik und wird ab Werk ebenfalls mit dem Ford Zetec 16V mit 110 kW (150 PS) angeboten.

#### Westfield Sport 250
Im Westfield Sport 250 ist der EcoBoost-Motor des Ford Focus ST eingebaut. Der Motor leistet 184 kW (250 PS). Der Sport 250 unterscheidet sich ansonsten nur in kleinen Details wie einer höheren Windschutzscheibe und einem geänderten Überrollbügel vom SE.

#### Westfield Mega S2000 Kit
Der Bausatz Mega S2000 Kit wird ohne Motor und Getriebe geliefert. Vorgesehen ist der Einbau des Motors des Honda S2000 mit dem manuell zu schaltenden Sechsgang-Getriebe, der ab Werk 177 kW (241 PS) leistet. Die für den Einbau des Motors und des Getriebes benötigten Teile werden im Bausatz mitgeliefert.

#### Westfield Sport Turbo
Seit Ende 2009 gibt es ein Modell des SE mit europaweiter Homologation, das als von Westfield fertig aufgebautes Fahrzeug nun in allen europäischen Ländern zugelassen werden kann. Das Fahrzeug hat einen Vierzylinder-Ottomotor mit 1,6 Liter Hubraum und Turboaufladung, der aus dem Opel Corsa OPC stammt und 143 kW (195 PS) leistet. Die Variante mit 150 kW (205 PS) ist nur im Vereinigten Königreich und außerhalb Europas erhältlich.
Der Sport Turbo wurde 2019 überarbeitet.

#### Westfield Aerorace
Der Westfield Aerorace basiert auf dem SE, kann aber auch auf Basis des FW bestellt werden. Das Fahrzeug hat einen Zetec-Motor mit 125 kW (170 PS) und ist nur für den Motorsport vorgesehen. Deshalb hat das Fahrzeug auch einen Überrollkäfig nach FIA-Richtlinien, ein Feuerlöschsystem, 5-Punkt-Gurte und ein leichteres Chassis. Der AeroRace kann als Bausatz oder von Westfield rennfertig aufgebaut erworben werden.

## Ehemalige Fahrzeuge

### Westfield SEight

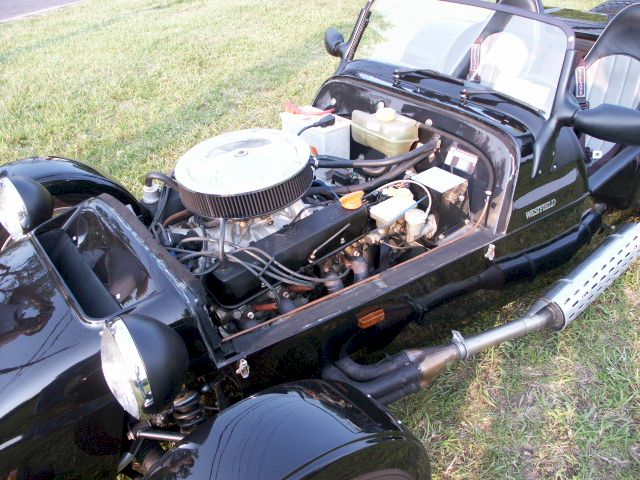
Motorraum eines Westfield SEight

Der Westfield SEight wurde zwischen 1991 und 2010 angeboten. Dieser Westfield SE wurde von einem V8-Motor von Rover angetrieben, der u. a. im Rover SD1 verbaut war. Auch der SEight war als Bausatz oder als fertig aufgebautes Fahrzeug erhältlich. Anders als bei vielen anderen Fahrzeugen von Westfield wurden die Bausätze des SEight immer ohne Motor ausgeliefert.

### Westfield Megabusa
Der Westfield Megabusa wurde ab 2000 gebaut und basierte auch auf dem SE. Als Motor wurde der 1,3-Liter-Motor der Suzuki Hayabusa mit einem sequentiellen 6-Gang-Getriebe verwendet.

### Westfield XTR

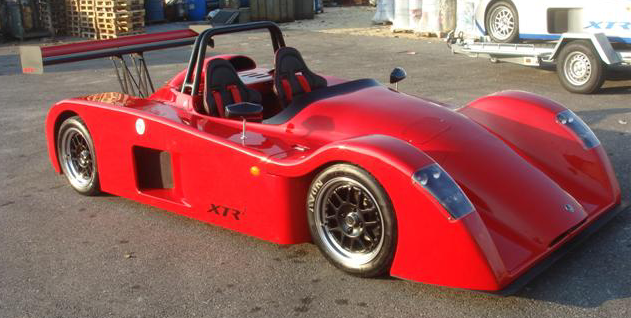
Westfield XTR2

Der Westfield XTR erinnert an einen minimalistischen, zweisitzigen Rennwagen der Sportwagen-Weltmeisterschaft der 1970er Jahre. Der etwa 440 kg leichte Wagen darf jedoch – jedenfalls im Vereinigten Königreich – legal im öffentlichen Straßenverkehr bewegt werden. Wie auch der Megabusa wird der XTR2 vom 1,3-Liter-Motor der Suzuki Hayabusa mit 127 kW (170 PS) und deren sequentiellen 6-Gang-Getriebe angetrieben. Mediale Aufmerksamkeit erreichte der XTR2, als er auf der Teststrecke von Top Gear die schnellste Zeit fuhr und damit schneller war als der damalige Spitzenreiter Pagani Zonda. Richard Hammond betonte dabei, dass es sich beim XTR um ein Fahrzeug handelt, das nur „zwanzigtausend“ (Pfund) kostet und das man in seinem eigenen Schuppen zusammenbauen kann. Der XTR2 wurde von 2001 bis 2010 gebaut.
Die Produktion des XTR4, einem in einigen Details anderem Fahrzeug als der XTR2, endete bereits früher. Der XTR4 war mit dem 1,8-T-Motor von Audi aus den späten 1990er Jahren ausgestattet.